# Edward Zakayo Pingua
Edward Zakayo Pingua (25 de noviembre de 2001) es un deportista de Kenia que compite en atletismo. Ganó una medalla de oro en el Campeonato Mundial de Atletismo Sub-20 de 2018, en la prueba de 5000 m.

## Controversia sobre su edad
En junio de 2019 surgieron cuestionamientos acerca de su edad, ya que para la época figuraba con 17 años pero muchos observadores sugerían que, por su aspecto físico, podría tratarse de un atleta de mayor edad. Sin embargo poco después el Sport Lisboa e Benfica presentó documentación -incluyendo su partida de nacimiento registrada tardíamente en 2016- que demostraba que el atleta, efectivamente, era en ese momento un joven de 17 años.